# Kuppe (Harz)
Die Kuppe im Harz ist ein 729,1 m ü. NHN hoher Berg bei Sankt Andreasberg im niedersächsischen Landkreis Goslar.

## Geographie

### Lage
Die Kuppe erhebt sich im Oberharz im Naturpark Harz. Ihr Gipfel liegt knapp 2 km nordnordwestlich des Zentrums von Sankt Andreasberg und schließt sich westlich an die Jordanshöhe an. Auf der gemeinsamen Südflanke beider Berge befinden sich die Glückaufklippen (⊙) und auf der Westflanke der Jordanshöhe die Quelle der Sperrlutter. Nach Südwesten fällt die Landschaft durch das Dreibrodetal in das Siebertal ab.
Auf der Kuppe liegen Teile des Landschaftsschutzgebiets Harz (Landkreis Goslar) (CDDA-Nr. 321402; 2001 ausgewiesen; 389,75 km² groß).

### Naturräumliche Zuordnung
Die Kuppe liegt in der naturräumlichen Haupteinheitengruppe Harz (Nr. 38), in der Haupteinheit Mittelharz (Oberharz; 380) und in der Untereinheit Südlicher Mittelharz (Südlicher Oberharz; 380.8) auf der Grenze der Naturräume Andreasberger Hochfläche (380.83) im Osten und Sieberbergland (380.82) im Westen.

## Galerie

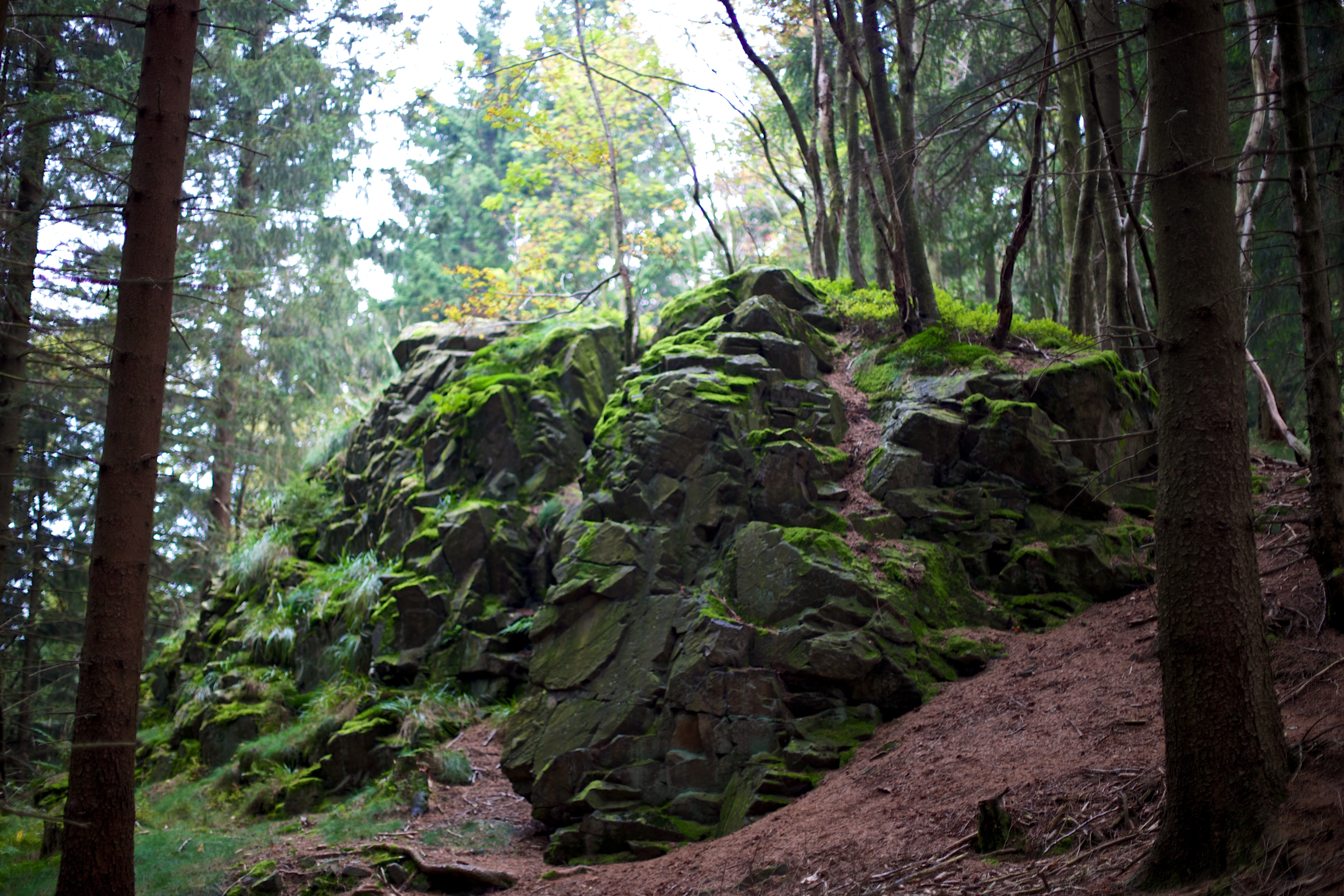
Glückaufklippe von Südosten
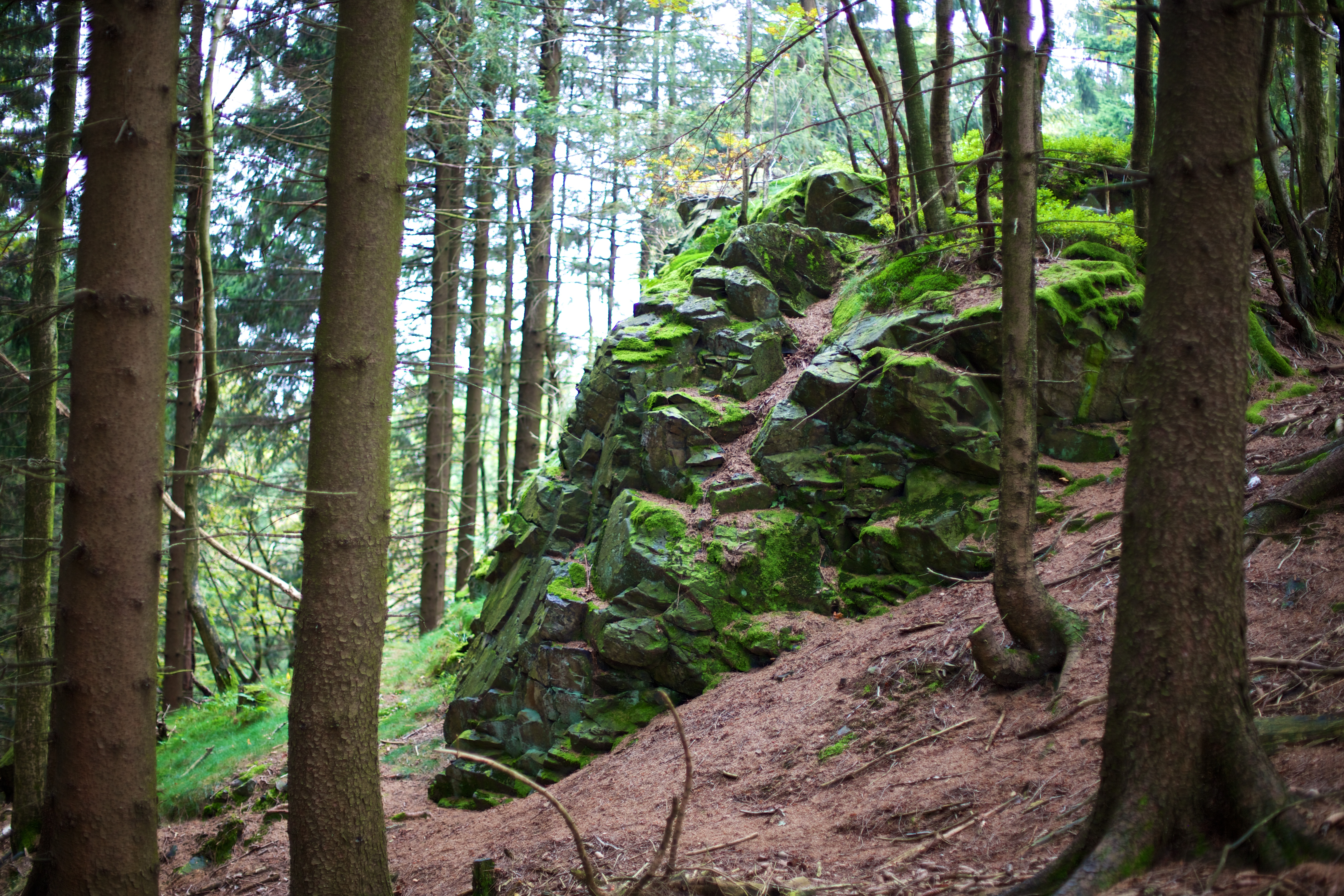
Glückaufklippe von Osten
Blick von der Kuppe nach Süden auf Sankt Andreasberg